# Žalm 50
Žalm 50 („Bůh sám, Bůh Hospodin“) je biblický žalm. V překladech, které číslují podle Septuaginty, se jedná o 49. žalm. Žalm je nadepsán těmito slovy: „Žalm pro Asafa.“ Podle některých vykladačů toto nadepsání znamená, že žalm byl určen pro to, aby jej zpívali v Chrámu k tomu určení zpěváci z Asafova rodu. Spis Šimuš Tehilim („Užití Žalmů“), jehož autorem je zřejmě židovský učenec Chaj Ga'on (939–1038), uvádí, že recitace 50. žalmu je nápomocná tomu, kdo je ohrožován nepřáteli či bandity nebo mu hrozí nějaké jiné nebezpečí.